# Schloss Wörth (Wörth am Main)

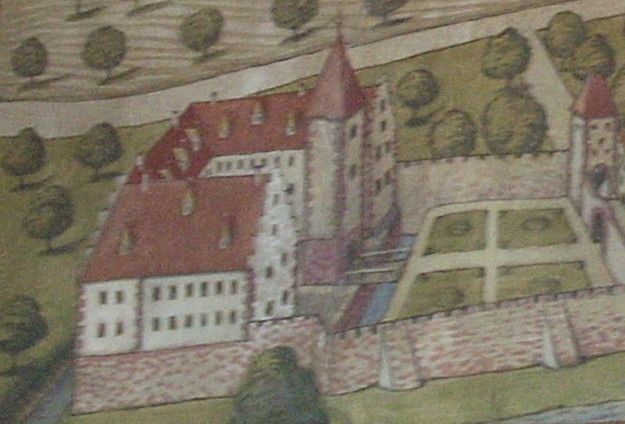
Das Wörther Schloss auf einem historisierenden Wandgemälde nach einer Kartenvorlage von 1783 (Standort: Altes Rathaus)

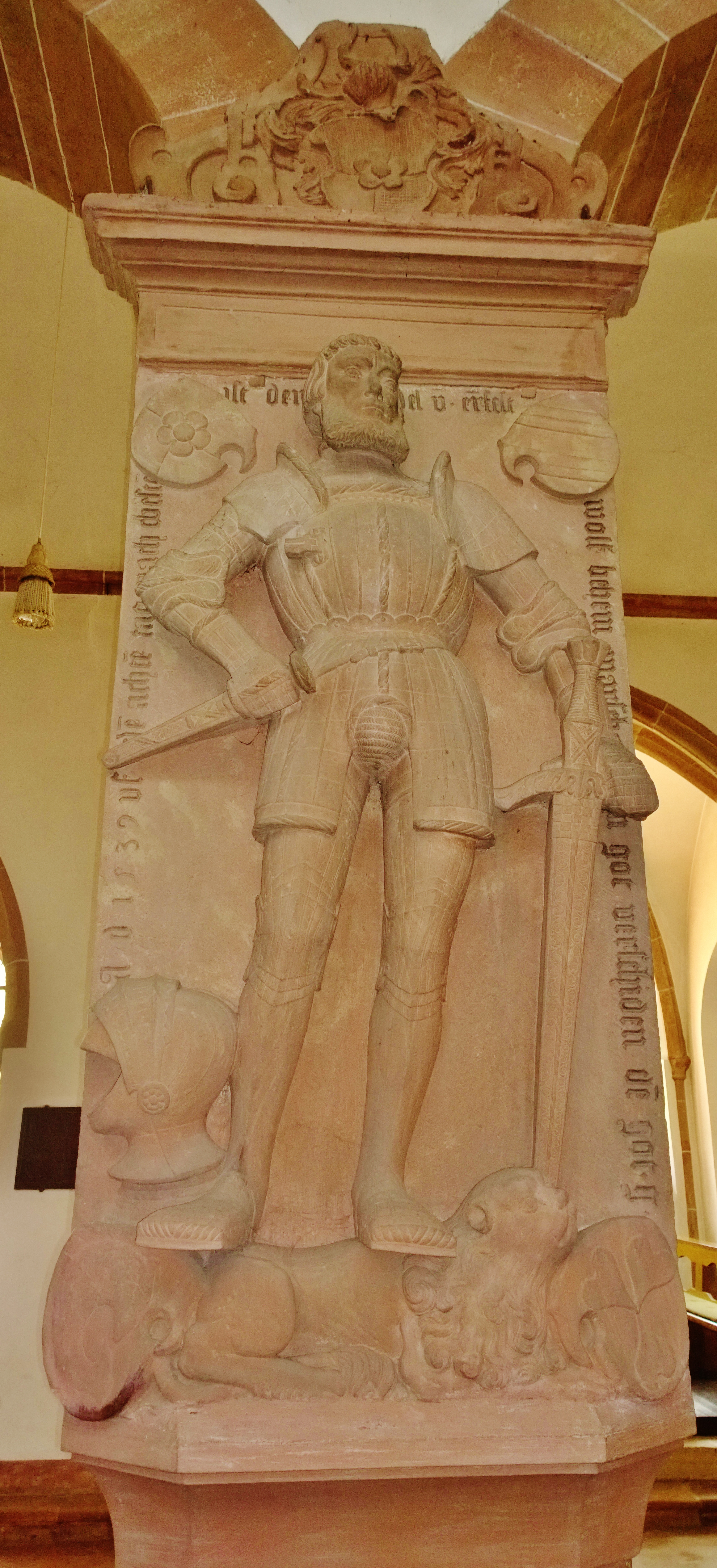
Epitaph des Wolf von Mörle genannt Beheim, gestorben 1539, Pfeiler Südseite Hauptschiff in der Stiftskirche St. Peter und Alexander in Aschaffenburg

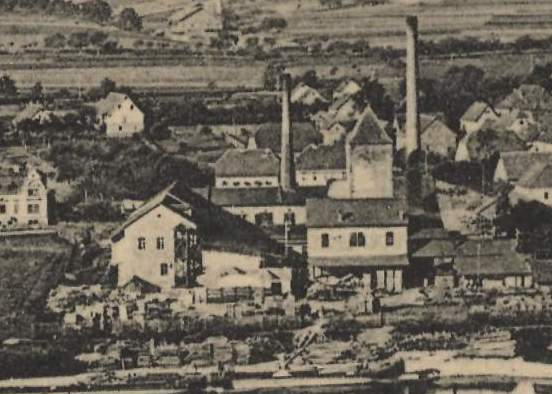
Das zur Holzfabrik umfunktionierte Schloss (Aufnahme um 1905). Das Verwaltungsgebäude im Vordergrund steht anstelle des 1860 abgerissenen Palas

Das Schloss Wörth (auch Kurfürstliches Schloss Wörth) war ein aus einer mittelalterlichen Niederungsburg hervorgegangenes Schloss in der Stadt Wörth am Main im Landkreis Miltenberg in Bayern, Deutschland. In der Mitte des 19. Jahrhunderts wurde es in eine Fabrik umgewandelt und in der Folgezeit größtenteils abgerissen.

## Lage
Das Schloss befand sich auf dem linken Ufer des Mains am südlichen Ortsende von Wörth am Main. Von der Altstadt war es durch Mauer, Vorburg (später Schlossgarten) und Graben getrennt.

## Geschichte

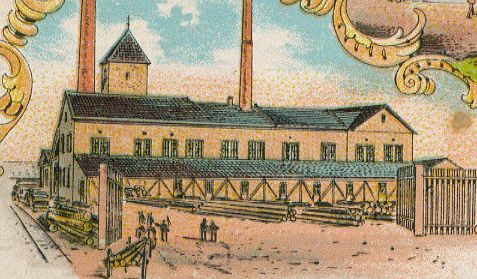
Der Westflügel von der Landseite, links im Hintergrund der Bergfried; die beiden Fabrikschornsteine wurden 1869 und 1901 eingebaut. Detail einer lithografierten Ansichtskarte von 1907

Wörth am Main, 1291 erstmals urkundlich als oppidum meum Werde (Werde = Insel) in einer Urkunde der Herren von Breuberg erwähnt, besaß damals sicher schon eine Burg. Diese selbst wird aber erst acht Jahre später, zusammen mit dem Ort, als Lehen des Mainzer Erzbischofs in den Händen derer von Breuberg benannt. Zu dieser Zeit war Gerhard II. von Eppstein Erzbischof und Kurfürst von Mainz. Mit Gerlach von Breuberg wiederum war das Geschlecht der Reize von Breuberg auf dem Höhepunkt seiner Macht angekommen.
Aus den Regesten der Mainzer Erzbischöfe von 1381 ist überliefert, dass Erzbischof Adolf I. von Nassau-Wiesbaden-Idstein seinem Wörther und Obernburger Amtmann Richard von Elmen ein Wörther Burglehen von jährlich zehn Gulden und 1382 eine Schuld von 500 Gulden mit der Bede des Wörther Schlosses zurückzuzahlen gedenkt. 1391 verpfändete sein Nachfolger Konrad II. von Weinsberg das erzbischöfliche Schloss und Amt Wörth und Obernburg mit allen Nutzungsrechten und Einkünften an Heinrich von Gonsrade, seinen Burggrafen zu Miltenberg. Derselbe hatte schon 1388 Anteile an der Burg und Stadt Klingenberg von Dietrich zu Bickenbach erworben. Ausgenommen war nur die Höchste Buße, die weiterhin dem Erzbischof zustand, sowie 100 Gulden, die die Stadt jährlich nach Aschaffenburg zu entrichten hatte und die an Gerhard von Hefftersheim ausbezahlt werden sollen. Im 15. Jahrhundert sank die Wörther Burg zeitweise zum Raubritternest herab.
Um 1530 verpfändete Erzbischof Albrecht von Brandenburg das Schloss Wörth an seinen Hofmarschall Wolf von Mörle, der es nach der deutschen Art (d. h. im Stil der Spätgotik) ganz herrlich wider erbawen ließ.
Im Zweiten Markgrafenkrieg 1552 wurde das Schloss schwer beschädigt. Seine kurze Glanzzeit erlebte das Schloss in den 20er Jahren des 17. Jahrhunderts unter Reichsgraf Adam Philipp XI. von Cronberg, der den Adelssitz nach dem Vorbild des Schlosses Johannisburg als vierseitige Renaissanceanlage unter Einbezug des alten Bergfrieds ausbauen ließ. Dies konnte er auch, da sein Patenonkel und Kurfürst von Mainz Johann Schweikhard von Cronberg Schloss und Ort, die er wenige Jahre vorher als Pfandschaft für Mainz wieder eingelöst hatte, seinem Cronberger Lieblingsneffen Adam Philipp XI. als Lehen zurückgab. Adam Philipps einziger Sohn Kraft Adolf Otto von Cronberg (1629–1692) wurde nach seinem Tod 1634 mit Stadt und Schloss belehnt.
Nur kurz darauf wurde es dann in den Wirren des Dreißigjährigen Krieges wiederum zerstört. Eine neuerliche Renovierung erfolgte durch die Freiherren und Vettern Johann Reinhardt und Franz Adolph Philipp von Hoheneck, seit 1669 als Nachfolger der Kronberger Stadtherren in Wörth, nach einem schweren Mainhochwasser 1682. Nach dem regionalen Aussterben dieser Hohenecker Linie um 1719 wurde die Pfandschaft Wörth von Kurmainz nicht mehr verliehen. Das Schloss verlor damit seine Funktion als Residenz.
Nach der Schlacht bei Dettingen 1743 verschanzten sich französische Truppen im Wörther Schloss, wobei die Soldaten sämtliche Fenster zumauerten.  Die Gebäude verfielen in der Folgezeit weiter, was auch umfangreiche Baureparaturen zwischen 1777 und 1794, veranlasst durch das Fürstliche Rentamt Breuberg, nicht aufhalten konnten. Besonders schwere Schäden hinterließ das Mainhochwasser vom Februar 1784, als die herrschaftlichen Räume in den oberen Stockwerken als Notquartier für über 100 Bürger und 51 Stück Vieh dienten. 1799 kam es daher durch die kurmainzische Hofkammer zum Verkauf durch Versteigerung an Johann Michael Ostner zu Neustadt, fürstlich Löwensteinscher Forstmeister und damit Übergang in bürgerlichen Besitz.  Das Schloss wurde durch dessen Erben dann 1843 endgültig zum Verkauf oder auf Abbruch versteigert. Der mainseitige Flügel wurde 1860 abgerissen; erhalten blieb das von zwei steinernen Löwen flankierte Allianzwappen von Philipp Franz von Hoheneck und Maria Margarethe von Dalberg, das sich heute in der Erdgeschosshalle des alten Rathauses befindet. Der ehemalige Südflügel bestand in seiner Bausubstanz noch bis zum Abriss durch den damaligen Eigentümer SAF im Jahr 1999.

## Beschreibung

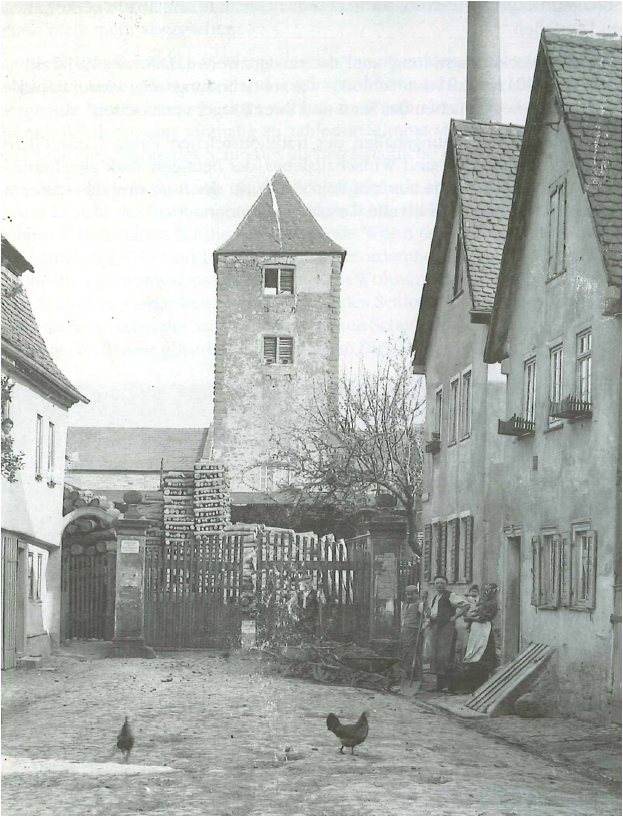
Der Bergfried um 1910 mit noch ursprünglichem Zeltdach

Das am Main gelegene Schloss war zum Zeitpunkt der Versteigerung vom 10. Juni 1843 auf Verkauf oder Abbruch wie folgt beschrieben: „besteht aus vier zusammenhängenden Flügeln, ist zwei Stockwerke hoch, von Stein gebaut, enthält ca. 40 geräumige Zimmer und Säle, zwei große gewölbte Keller und vier zusammenhängende große Speicher. Die Grundlage des Schlosses enthält 58,5 Quadratruthen und der Schlosshof 32,5 Quadratruthen, in dem letzteren befindet sich ein Brunnen. Um das Schloss herum innerhalb der Ringmauer liegen ca. 84 Ruthen Garten. Dieses Schloss scheint vorzugsweise zur Anlage einer Fabrik oder großen Handlung geeignet zu sein.“ Genau dieses Schicksal nahm das Schloss und wurde teils abgerissen, teils zu Fabrikgebäuden umfunktioniert.
Der ca. 20 m hohe Bergfried (zugleich Torturm; Grundfläche 7 × 6,75 m²) wurde in der Mitte der Fabrikgebäude erhalten, ist aber heute nicht für die Öffentlichkeit zugänglich. Er weist ein verputztes Sandsteinmauerwerk mit Buckelquaderkanten und Werksteinelementen auf. Ursprünglich trug der Turm ein ziegelgedecktes Zeltdach, das nach einem Brand 1916 durch einen Zinnenkranz über Rundbogenfries ersetzt wurde.
Das Wörther Schloss muss zu seiner Zeit gegen Ende des 17. Jahrhunderts ein imposantes Bauwerk direkt am Main gewesen sein.

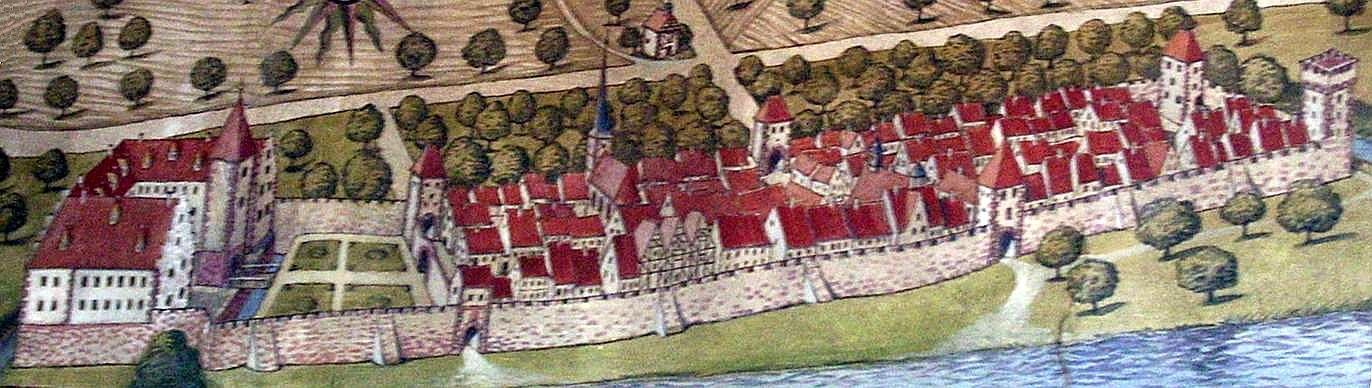
Auszug eines Bildes aus dem alten Rathaus von Wörth am Main: links das alte Schloss mit vorgelagertem Schlossgarten, rechts das mittelalterliche Wörth am Main. Norden ist rechts im Bild

## Heutige Nutzung

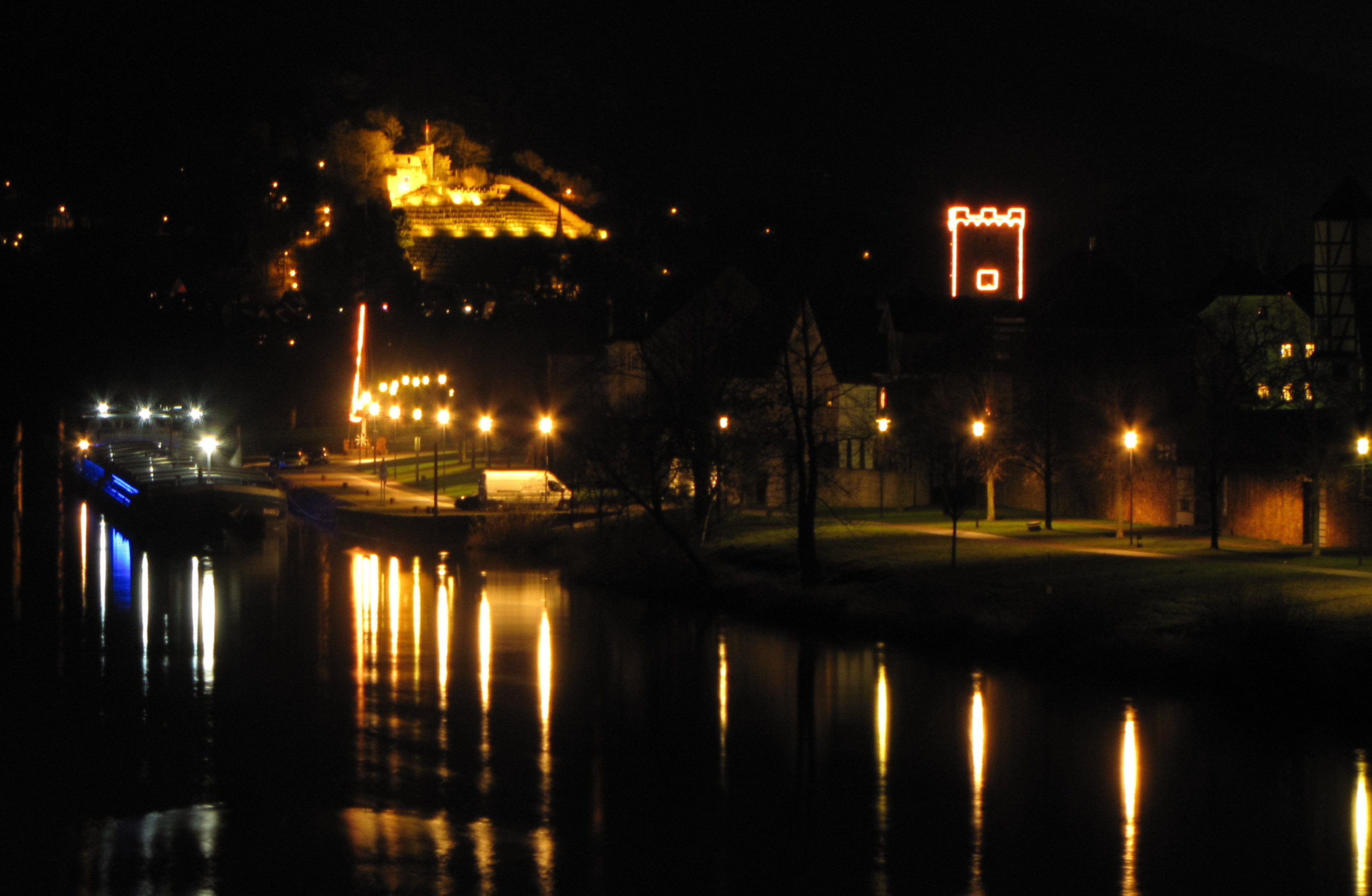
Wörth am Main bei Nacht: Der Turm des Schlosses (rechts) ist in den Wintermonaten beleuchtet. Links im Hintergrund die Clingenburg

Das Schloss existiert heute nicht mehr und ist in seinen Resten weitgehend von Firmengebäuden überbaut. Nur der ehemalige Bergfried mit Renaissanceportal im Herzen des Fabrikgeländes erinnert noch an die höfische Geschichte an diesem Platz.